# Micrathyria tibialis
Micrathyria tibialis är en trollsländeart som beskrevs av Kirby 1897. Micrathyria tibialis ingår i släktet Micrathyria och familjen segeltrollsländor. IUCN kategoriserar arten globalt som livskraftig. Inga underarter finns listade i Catalogue of Life.